# Guvernul Ion Gh. Duca
Guvernul Ion Gh. Duca a fost un consiliu de miniștri care a guvernat România în perioada 14 noiembrie - 29 decembrie 1933.

## Componența
- Președintele Consiliului de Miniștri

Ion Gh. Duca (14 noiembrie - 29 decembrie 1933)
- Ministru de interne

Ion Inculeț (14 noiembrie - 29 decembrie 1933)
- Ministrul de externe

Nicolae Titulescu (14 noiembrie - 29 decembrie 1933)
- Ministrul finanțelor

Constantin I.C. Brătianu (14 noiembrie - 29 decembrie 1933)
- Ministrul justiției

Victor Antonescu (14 noiembrie - 29 decembrie 1933)
- Ministrul instrucțiunii publice, cultelor și artelor

Constantin Angelescu (14 noiembrie - 29 decembrie 1933)
- Ministrul apărării naționale

General Nicolae Uică (14 noiembrie - 29 decembrie 1933)
- Ministrul agriculturii și domeniilor

Gheorghe Cipăianu (14 noiembrie - 29 decembrie 1933)
- Ministrul industriei și comerțului

Gheorghe Tătărăscu (14 noiembrie - 29 decembrie 1933)
- Ministrul muncii, sănătății și ocrotirii sociale

Constantin D. Dimitriu (14 noiembrie - 29 decembrie 1933)
- Ministrul lucrărilor publice și comunicațiilor

Richard Franasovici (14 noiembrie - 29 decembrie 1933)
- Ministru de stat

Ion Nistor (14 noiembrie - 29 decembrie 1933)
- Ministru de stat

Alexandru Lapedatu (14 noiembrie - 29 decembrie 1933)

## Sursa
- Stelian Neagoe - "Istoria guvernelor României de la începuturi - 1859 până în zilele noastre - 1995" (Ed. Machiavelli, București, 1995)

| Precedat(ă) de: Guvernul Alexandru Vaida-Voievod (4) | Guvernul Ion Gh. Duca 14 noiembrie - 29 decembrie 1933 | Succedat(ă) de: Guvernul Constantin Angelescu |